# Onigocia
Onigocia – rodzaj ryb skorpenokształtnych z rodziny płaskogłowowatych.

## Klasyfikacja
Gatunki zaliczane do tego rodzaju:
- Onigocia bimaculata
- Onigocia grandisquama
- Onigocia lacrimalis
- Onigocia macrocephala
- Onigocia macrolepis
- Onigocia oligolepis
- Onigocia pedimacula
- Onigocia sibogae
- Onigocia spinosa